# Westvoorn

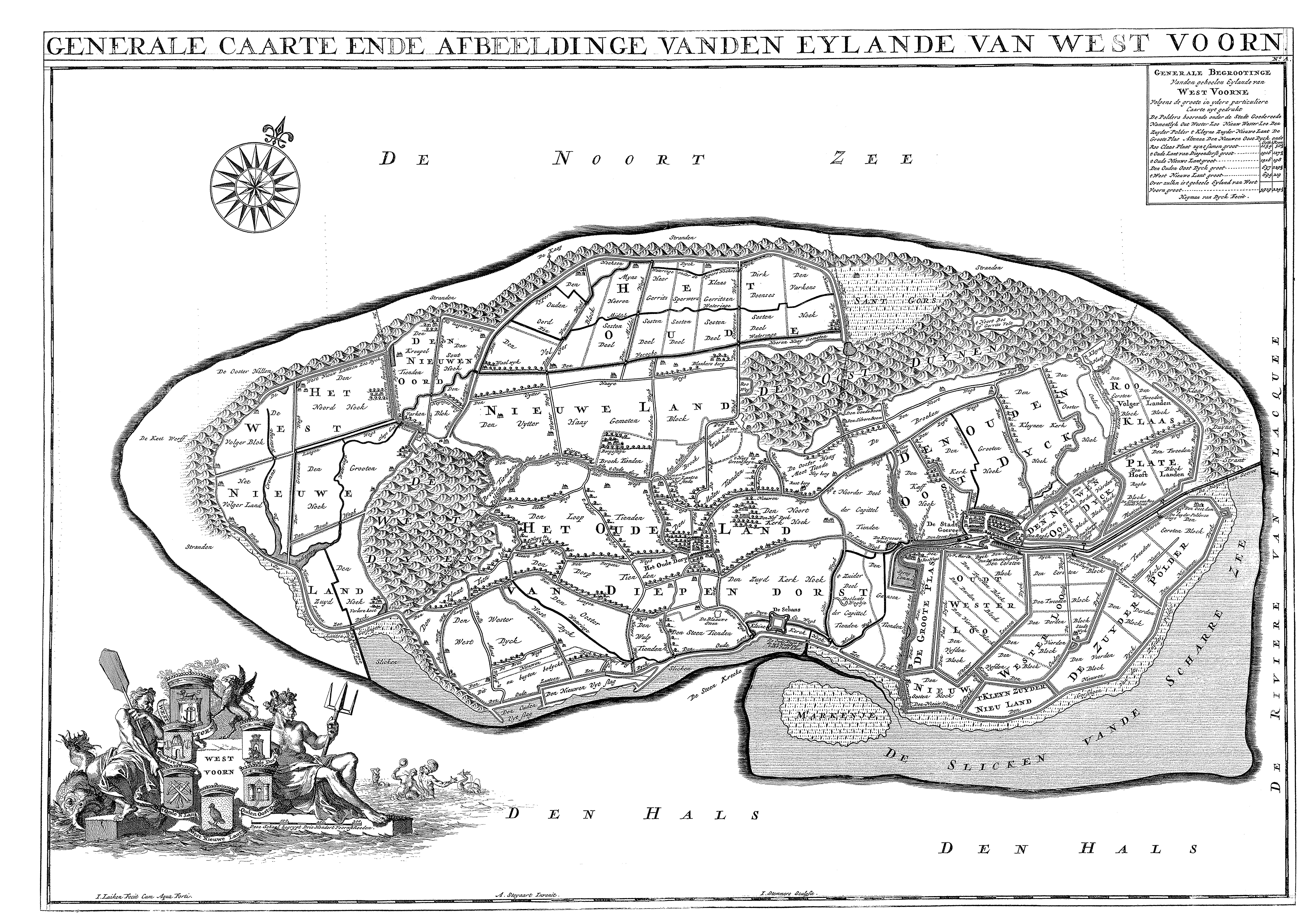
Het eiland Westvoorn, begin 17e eeuw (zogenoemde Hondekop-kaart)

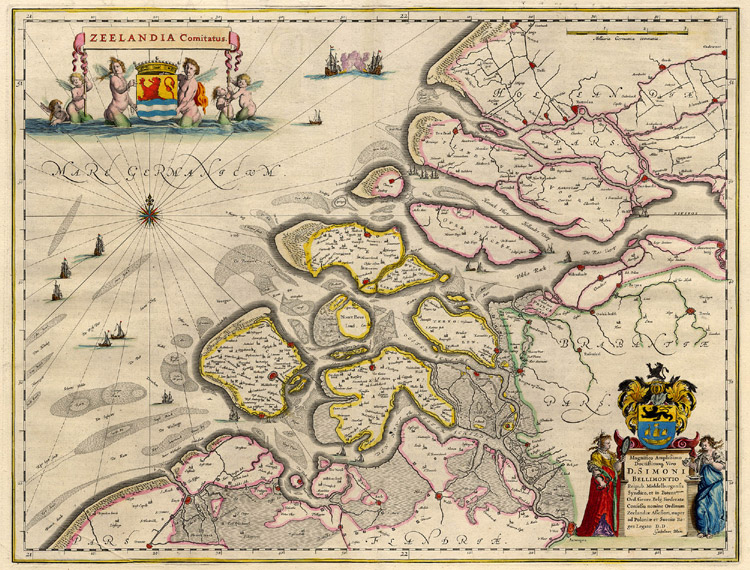
Zeeland in 1643, met daarop nog zichtbaar het eiland Westvoorn

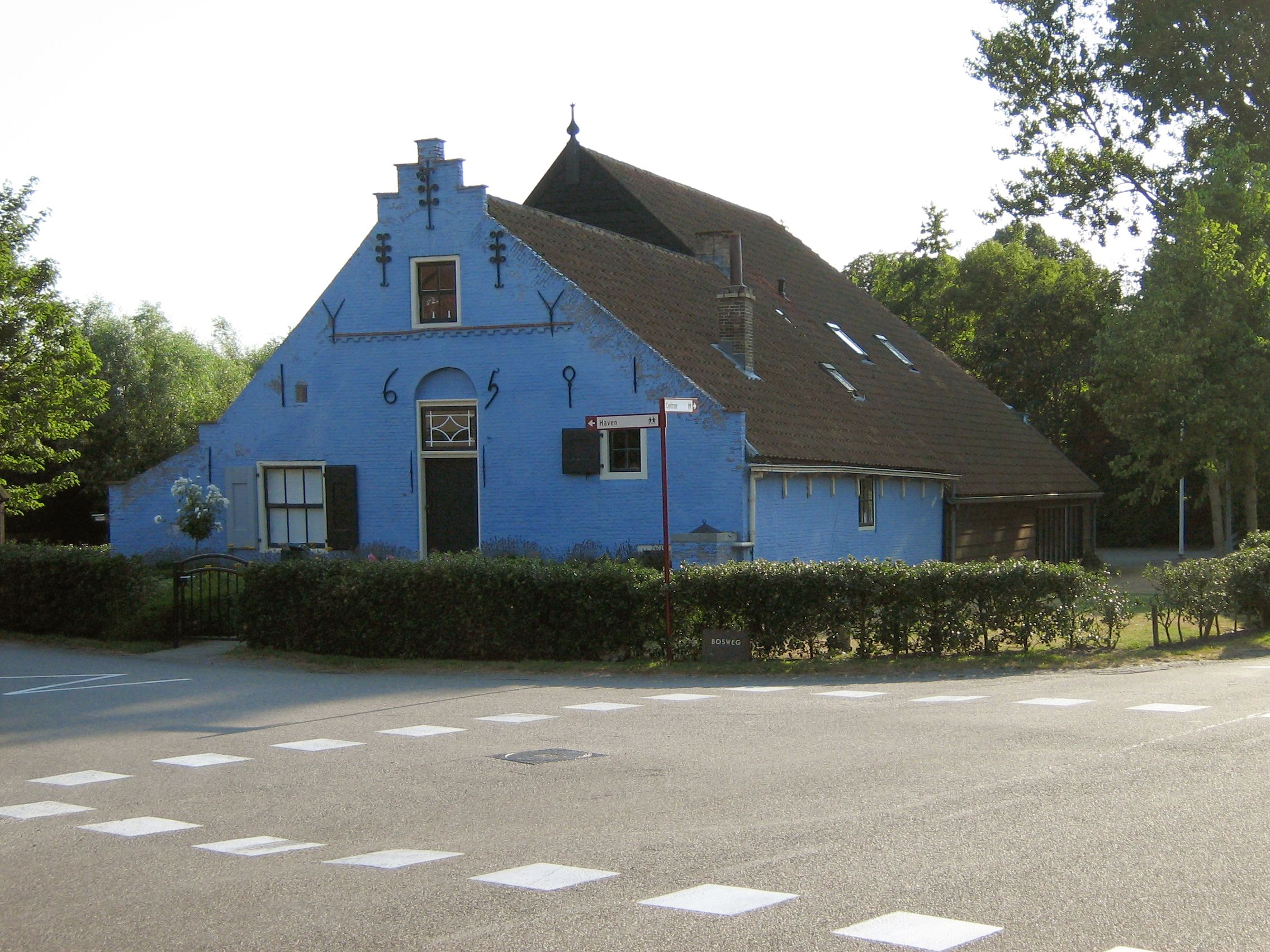
Boerderij uit 1656 in Ouddorp

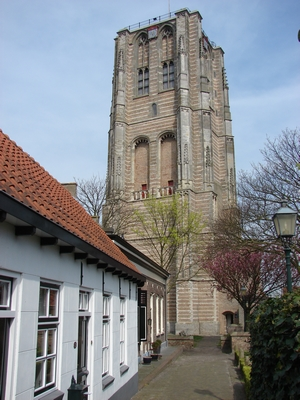
Toren van Goedereede

Westvoorn of Goeree is een voormalig eiland dat overeenkwam met de voormalige gemeente Goedereede, in de Nederlandse provincie Zuid-Holland, thans onderdeel van de gemeente Goeree-Overflakkee die de beide voormalige eilanden omvat. Het mag niet verward worden met de voormalige gemeente Westvoorne op het eiland Voorne-Putten, die bestond uit de plaatsen Rockanje, Tinte en Oostvoorne. Beide gebieden vormden ooit wel een geheel.
Het eiland heeft bestaan van het midden van de 12e eeuw tot 1751. Voordien was het onderdeel van een aaneengesloten landschap waarin de latere zeearmen niet meer dan afwateringskreken waren; in het laatste jaar werd de Statendam aangelegd die Westvoorn verbond met het eiland Overflakkee, waardoor het eiland Goeree-Overflakkee ontstond. Op het eiland lagen twee plaatsen, Goedereede en Ouddorp.
In 1747 telde het eiland 1980 inwoners, waarvan er 1286 woonden te Ouddorp en 694 in Goedereede.

## Eerste bewoning
Wanneer het eiland voor het eerst bewoond werd is niet duidelijk. Wel is uit opgravingen bekend dat er van de eerste tot de derde eeuw Romeinen op Goeree hebben gewoond. Daarna trok de bevolking weg, maar in de zevende eeuw volgde er een gedeeltelijke herbevolking.
Het dorp Ouddorp bestond al in de tijd van de Vikingen, circa 800-1000 na Christus. Rond de eerste millenniumwisseling stond hier een tufstenen kerkje. Later heeft de bevolking in de zuidoosthoek van het eilandje in de nieuwe polder Oostdijk een stadje gesticht op een goede rede, dus een geschikte aanlegplaats voor vaartuigen. Deze nieuwe stad Goedereede lag strategisch langs een buitendijk en kreeg reeds in 1312 stadsrechten, maar door aanslibbing kwam de stad in latere eeuwen steeds verder van de zee af te liggen.

## Inpolderingen
Achter de strandwal en het oude land ontstond door het bezinken van slib een moeras. In de middeleeuwen werden hier de eerste polders ingedijkt. De oudste is het Oudeland van Diependorst. Wanneer deze polder is ingedijkt is onbekend. De polder moet er in 1173 in ieder geval al zijn geweest, aangezien hij in dat jaar overstroomd is.
Van de toenmalige dijken moeten we ons niet te veel voorstellen, het waren eenvoudige kaden, die de al bijna droogvallende platen beschermden.
Op Sint-Gregoriusdag (23 april) 1357 gaf Machteld van Voorne een nieuw land in Westvoorne ter bedijking tot korenland uit. De polder werd heel toepasselijk Nieuwland genoemd, maar staat thans bekend onder de naam Oude Nieuwland.
Het Oude Nieuwland is een aanzienlijke polder. De polder strekte zich uit van de Noordelijke waterkering van het oude land tot aan de eigenlijke duinenrij langs de Noordzee.
Aan de noordzijde had het Oude Nieuwland veel te lijden van de aanvallen van de zee, zelfs in tot in de achttiende eeuw. In 1715 werd het hele eiland bedreigd door de afname van de duinenrij en werden er drastische maatregelen genomen. Het Oude Nieuwland strekte zich uit tot aan de Westduinen, die relatief ver landinwaarts lagen.
Tussen de Westduinen en de jonge nog westelijker gelegen zeeduinen werd het in 1492 het West Nieuwland ingedijkt. Eerst werd de polder zelfs het Nieuwe Nieuwland genoemd, ter onderscheiding van het Oude Nieuwland. Later werd hij als meest westelijke polder van het eiland West-Nieuwland genoemd.
Op 1 juni 1409 gaf Jan van Beieren aan de rentmeester van Voorne toestemming voor het bedijken van een polder ten zuiden van Goedereede. Er waren verschillende voorwaarden aan verbonden, een groot deel van de opbrengst zou bijvoorbeeld naar de graaf gaan. De bedijking werd uitgevoerd en kreeg de naam de Plas. Bij een storm in 1551 ging deze polder weer verloren. Drie jaar later werd slechts een zeer klein gedeelte van de polder opnieuw bedijkt.

## Paus en reformatie
Adriaan Floriszoon Boeyens was van 1494 tot 1515 pastoor extra locum, zonder er te wonen, van Westvoorn. Hij werd in 1522 paus onder de naam Paus Adrianus VI. De reformatie voltrok zich zonder veel spektakel. De laatste pastoor, Jacob Doense, vertrok in 1572 en de eerste gereformeerde dominee was een gewezen monnik, Albertus Alardi Jansen geheten, die in 1574 kwam en tot 1577 bleef. In deze zelfde periode werden enkele bekende heksenprocessen gevoerd op het eiland. Drie vrouwen, namelijk Leene en Nijnge Dimmens en Willemke Jansdochter (bijgenaamd Willemke met de buyle) worden in 1585 en 1586 ter dood gebracht.

## Het eiland in de Gouden Eeuw
Aan het eind van de 16e eeuw werd er ten oosten van de Plaspolder een nieuwe polder aangelegd. Eind 1591 viel de polder droog en de eerste oogst werd reeds in 1592 binnengehaald. De polder kreeg aanvankelijk de naam Westerloo.
Pas na de indijking van een nieuwe polder oostelijk van de oude in het jaar 1611 werden de huidige benamingen Oud en Nieuw Westerloo van kracht. Ten noordoosten van het stadje werd in 1593 de polder Nieuwe Oostdijk aangelegd. Het nieuwe land lag tegen de zuidoostrand van de Oude Oostdijkpolder.
Ten oosten van die twee polders lagen droogvallende gorzen, waaromheen in 1620 een ringdijk werd aangelegd. Zo ontstond de polder Rooklaasplaat. Deze polder brak reeds dadelijk na de bedijking weer in. Bovendien had de polder veel van het stuivende duinzand te lijden. Daarom werd de erfpacht in 1625 gehalveerd.
In 1682 en 1717 is de polder weer onder water gelopen, daarna is hij verkleind door middel van een inlaagdijk. De buitendijkse gebieden werden in de 19e eeuw weer ingepolderd onder de nieuwe naam Bokkepolder.
In 1628 verkocht de stad Goedereede een brede gracht aan de zuidzijde van haar muren. Het water werd drooggelegd, en het langgerekte poldertje kreeg de naam Altena. Bekende boerderijen uit deze periode zijn Visschershoek en het Blaeuwe Huus. Door Zacharias Hofdijk van Beresteyn werd de buitenplaats Hofdijk aangelegd en door Jacob Gybland de buitenplaats Rustburg.
In de zeventiende eeuw is het eiland aanzienlijk uitgebreid. De welvaart in de Republiek had ook hier haar weerslag. Tijdens het hoogtepunt van de Gouden Eeuw, in het jaar 1652, gaven de Staten van Holland machtiging tot de openbare verkoop van de gorzen ten oosten van polder Nieuw-Westerloo.
Op 3 januari 1653 vond de verkoop plaats en nog in hetzelfde jaar werd de bedijking voltooid. Twee buiten de koop gebleven kavels werden later verkocht en ook ingedijkt, zodat men twee aparte polders kreeg; de Grote en de Kleine Zuiderpolder.

## Verval van de dijken
Op 3 maart 1715 overstroomde de polder het Oude Nieuwland en andere polders stond hetzelfde te gebeuren, wat de stoot gaf tot het ingrijpen van hogerhand.
De bewoners waren niet in staat de herdijkingskosten op te brengen, terwijl het onderhoud van de oude dijken hun krachten al te boven gingen. Over de oprichting van een generale dijkraad kon men niet in overeenstemming komen.
De Staten van Holland droegen een speciale commissie op om onderzoek te doen naar de ontstane situatie. Deze commissie bracht snel een rapport uit en bevestigde dat het eiland zich inderdaad in een seer sleghten staat bevond.
Verder was er door de commissie een herstelplan gemaakt en rapporteerde ze over het slordige beheer van de polderbesturen.
Het plan werd door de Staten behandeld en op 25 februari 1719 namen de Staten een belangrijk besluit, dat inhield dat de dijken snel verbeterd moesten worden en dat de schade veroorzaakt door stormen en overstromingen door de overheid vergoed werd.
De financiering viel niet altijd mee. De dubbele heffing ter bekostiging van het onderhoud op het eiland bracht slechts 4205 gulden op. Veel eigenaren konden zelfs helemaal niet betalen, terwijl de herstellingen de eerste tien jaar 24.292 gulden kostten. De commissie van Goedereede bleef nog functioneren tot het einde van de Republiek in het jaar 1794.

## De Statendam
Na de bedijking van de Zuiderpolder bij het eiland Goeree of Westvoorne in 1653 was het eiland weer een stuk opgeschoven in de richting van Overflakkee en met name de polder Roxenisse.
Tussen de beide eilanden in lagen slikken en het eilandje Zomerland, dat bewoond werd door een herder die er zijn schapen weidde. Ook was er een vluchtheuvel aanwezig.
Uit een handschrift uit 1226 blijkt dat het eiland al bestond, het werd geschonken aan een abdij in Vlaanderen. Al snel verrees er een nederzetting met een eigen kerk.
Het eiland is enkele malen overstroomd en sinds 1516 worden er van de kerk geen inkomsten meer vermeld.
Door het water liepen twee geulen aan beide zijden van het eilandje, de Scharrezee en de Hals die bij hoogwater bevaarbaar waren, maar ten oosten van de Zuiderpolder bleven de slikken zich tot gorzen ontwikkelen.
Op 23 juli 1734 werd er in een rapport aan de Staten van Holland, met het plan om het eiland Goedereede door een dijk over de slikken met Overflakkee te verbinden. Het plan vond bij verschillende geraadpleegde deskundigen instemming. Aan de landmeter Nicolaus Cruquius werd gevraagd een nader onderzoek in te stellen naar de plaatselijke diepten en stromingen.
Cruquius raadde aan de dam over de hals, het ondiepe zuidelijke deel van de Scharrezee te leggen. De kosten werden geraamd op 422.282 gulden, een kapitaal voor die tijd. De Staten van Holland bliezen het plan maar snel af.
In 1742 werd de zaak heropend, doordat twee mannen, Cornelis van Nieuwenhoven en Cornelis du Sart, aanboden op sortabele conditien een dam door de Scharrezee aan te leggen en zo de eilanden Goedereede en Overflakkee met elkaar te verbinden.
Dit verzoek werd door de gecommitteerden warm ondersteund. Het was de bedoeling twee dammen aan te leggen. De beslissing bleef ook nu lang uit. Pas op 27 februari 1751 namen de staten van Holland de beslissing de twee eilanden aan elkaar te verbinden.
Het zou moeten gebeuren door een rijsdam aan te leggen door de hals, ruim een voet boven het hoogste peil.
De aanbesteding van de dam had plaats op 25 mei 1751. Het uiteindelijke plan week iets af van Cruquius’ voorstel zeventien jaar terug. De dam liep van het Zuidergors bij de Grote Zuiderpolder op het eiland Goeree, in een rechte lijn naar de korenmolen van Dirksland op het eiland Overflakkee.
In oktober van het jaar 1751 was de dam voltooid, voor een aanzienlijk lager bedrag dan aanvankelijk was geraamd. De nieuwe dam werd bekend als de Statendam. Een nieuw eiland Goeree-Overflakkee was zo gevormd, dat min of meer in deze vorm zou blijven bestaan tot en met de jaren 70 van de 20e eeuw, toen het eiland met vier dammen werd verbonden met Noord-Brabant, Zeeland en de Zuid-Hollandse eilanden.

## Lijst met indijkingen
Op de onderstaande lijst zijn de belangrijkste inpolderingen en indijkingen van het eiland Westvoorn weergegeven, voordat het eiland verbonden werd met Overflakkee.
- Oudeland van Diependorst, voor 1173
- Oude Oostdijk, voor 1300
- Oude Nieuwland, 1357
- West Nieuwland, 1492
- De Plas, 1554
- Oud-Westerloo, 1591
- Nieuwe Oostdijk, 1593
- Nieuw-Westerloo, 1611
- Rooklaasplaat, 1621
- Altena, 1631
- Grote en Kleine Zuiderpolder, 1653
- Preekhil (Buitendijking), 1723